# Горбунов, Михаил Иванович (генерал-лейтенант)

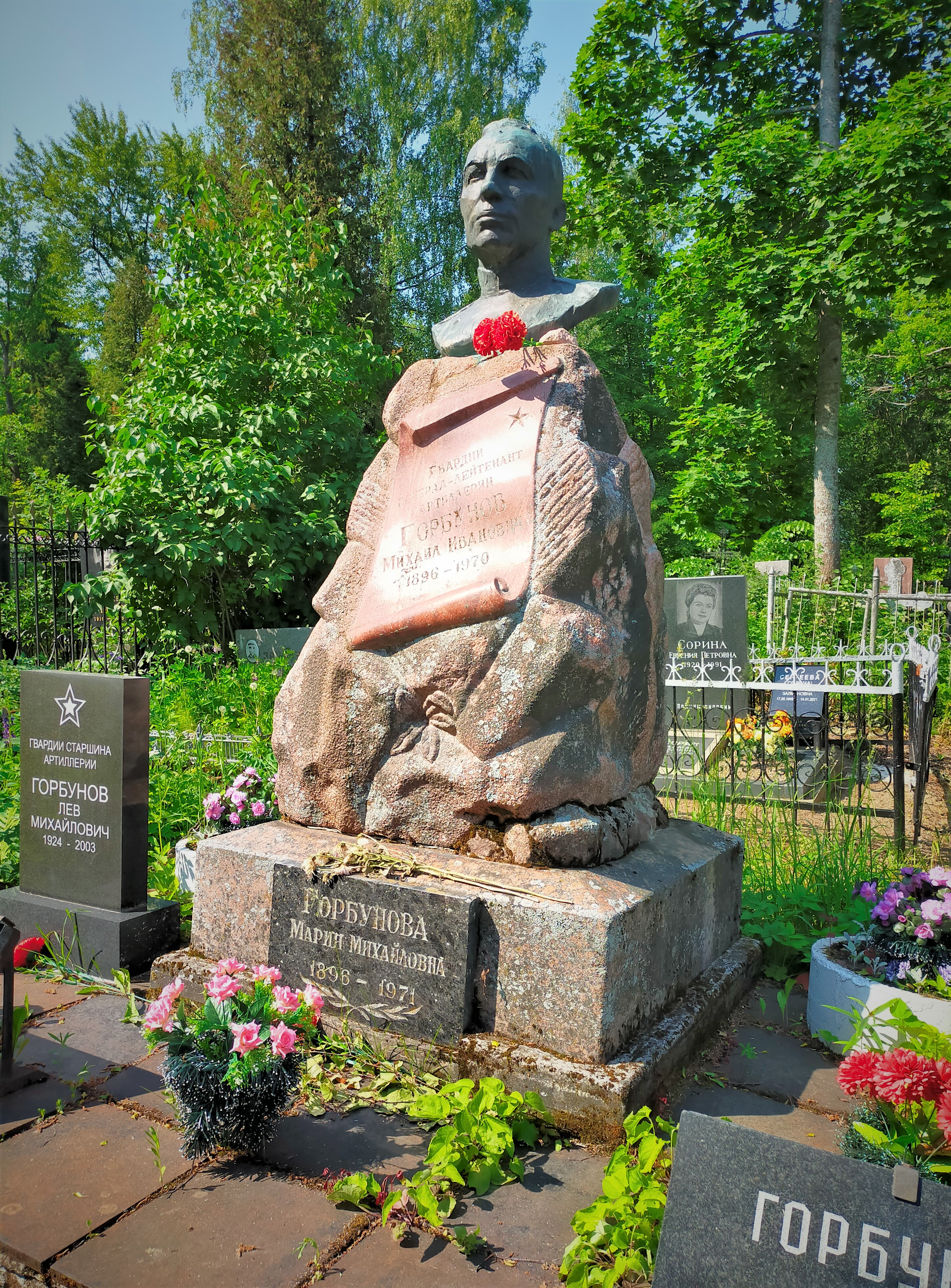
Могила М. И. Горбунова, Павловское кладбище

Михаи́л Ива́нович Горбуно́в (1896, Васильевка, Симбирская губерния — 2 октября 1970, Ленинград) — советский военачальник, генерал-лейтенант артиллерии (02.11.1944).

## Биография
Родился в деревне Васильевка (ныне в Ундоровском сельском поселении Ульяновского района в Ульяновской области) в семье рабочих. Русский.
С июля 1918 года на службе в РККА. Член ВКП(б) с 1919 года.
С 1918 по 1920 год участвовал в Гражданской войне на Восточном фронте, в 1920 году — в Советско-польской войне. После войны продолжил службу в РККА.
С началом Великой Отечественной войны полковник М. И. Горбунов занимал должность начальника штаба артиллерии 38-й армии. 19 января 1943 года присвоено звание генерал-майора артиллерии, 2 ноября 1944 года — звание генерал-лейтенанта артиллерии.
На заключительном этапе войны — заместитель командующего артиллерией 1-го Белорусского фронта.
После войны служит на различных командных должностях. С 1958 года в отставке.
Умер в 1970 году, похоронен на Павловском кладбище в городе Павловске (Пушкинский район Санкт-Петербурга).

## Награды

### СССР
- орден Ленина (21.02.1945)[2]
- четыре ордена Красного Знамени (06.11.1941[3], 03.01.1942[4], 03.11.1944[2][4] 20.06.1949[2])
- орден Кутузова I степени (06.4.1945)[4]
- орден Богдана Хмельницкого I степени (31.5.1945)
- орден Суворова II степени (23.8.1944)[5]
- медали, в том числе:
  - «20 лет Рабоче-Крестьянской Красной Армии»[3][4]
  - «За оборону Кавказа»[4]
  - «За победу над Германией»
  - «За взятие Берлина»
  - «За освобождение Варшавы»

Приказы (благодарности) Верховного Главнокомандующего, в которых отмечен М. И. Горбунов
- За вторжение в пределы немецкой Померании и овладение городами Шенланке, Лукатц-Крейц, Вольденберг и Дризен — важными узлами коммуникаций и мощными опорными пунктами обороны немцев. 29 января 1945 года. № 265.

### Иностранные награды
- Орден «Крест Грюнвальда» II степени (ПНР, 1945)
- Медаль «За Варшаву 1939—1945» (ПНР, (1945)
- Медаль «За Одер, Нейсе, Балтику» (ПНР, (1945)